# Zu Bethlehem geboren
Zu Bethlehem geboren ist ein deutsches Weihnachtslied mit einem Text von Friedrich Spee (1591–1635), das 1638 erstmals in seiner heutigen Form in einem Kölner Gesangbuch veröffentlicht wurde.

## Herkunft
Der Text des Liedes wird dem durch seine Kritik an den Hexenprozessen bekannten Jesuiten Friedrich Spee von Langenfeld zugeschrieben. Erstmals veröffentlicht wurde er ohne Melodie im Geistlichen Psälterlein, das im Jahr 1637 von Johannes Heringsdorf in Köln herausgegeben wurde. Auch wenn der Verfasser des Textes bis ins 20. Jahrhundert hinein unbekannt war, so gilt nach Meinung der einschlägigen Forschung die Urheberschaft als gesichert, hauptsächlich wegen der stilistischen und inhaltlichen Qualität des Liedes; er war zwei Jahre vor der Erstveröffentlichung des Liedes bei der Pflege Pestkranker gestorben. Ansgar Franz weist darauf hin, dass im Text des Liedes „nicht von Krippenidylle und Weihnachtsmarktstimmung, sondern von großer Liebe und mutiger Nachfolge bis in den Tod“ gesungen wird. Die anonyme Veröffentlichung war, insbesondere in den katholischen Gesangbüchern jener Zeit, überaus üblich.
Formales Vorbild könnte ein lateinisches Prozessionslied aus dem 15. Jahrhundert sein:
In Betlehem transeamus

amoris gressibus

et natum videmus

mentis excessibus

eja, eja, mentis excessibus.
Nach Betlehem lasst uns gehen

mit der Liebe Schritten

und den Neugeborenen lasst uns betrachten

mit des Geistes Entzücken.
Die Melodie entstammt einer in der damaligen Zeit sehr populären französischen Chanson Une petite feste mit frivolem Text. Sie findet sich sowohl in den zeitgenössischen Pariser Liedersammlungen von Pierre Cerveau (Airs mis en musique à quatre parties aus dem Jahr 1599) als auch bei Pierre Bonnet (Airs et vilanelles mises en musique à 4 et 5 parties, 1600). Friedrich Spee kontrafizierte mehrfach Liedtexte den Melodien bekannter weltlicher Lieder, um diesen ihr „pestilenzisch Gift“ zu entreißen. Zusammen mit der Melodie wurde Spees Text erstmals 1638 unter dem Titel Hertzopffer im Kölner Geistlichen Psalter gedruckt. Vermutlich schon etwas früher erscheint die Melodie mit einem Text zum Kindelwiegen Nun wiegen wir das Kindlein in einer handschriftlichen Orgeltabulatur, die ab 1622 von Henricus Beginiker niedergeschrieben wurde. Anton Wilhelm von Zuccalmaglio übernahm die Melodie für das von ihm geschaffene Wiegenlied Die Blümelein sie schlafen (Erstdruck 1840), wobei er die Weise in einigen Passagen geringfügig änderte. Diese wiederum unterlegte Johannes Brahms mit einem ausgearbeiteten Klaviersatz und nahm das Werk unter dem Titel Sandmännchen in seine 15 Volks-Kinderlieder, WoO 31 (McCorkle), als Nummer 4 auf (Erstdruck: Winterthur, J. Rieter-Biedermann, 1858).
Das Lied wird sowohl von evangelischen als auch von katholischen Christen in der Weihnachtszeit gesungen. Es ist im Gotteslob (GL 239, GLalt 140) und im Evangelischen Gesangbuch (EG 32) zu finden.

## Text und Melodie
Zu Bethlehem geboren

ist uns ein Kindelein.

Das hab ich auserkoren,

sein eigen will ich sein.

Eia, eia, sein eigen will ich sein.

In seine Lieb versenken

will ich mich ganz hinab;

mein Herz will ich ihm schenken

und alles, was ich hab.

Eia, eia, und alles, was ich hab.

O Kindelein, von Herzen

dich will ich lieben sehr

in Freuden und in Schmerzen,

je länger mehr und mehr.

Eia, eia, je länger mehr und mehr.

Dich wahren Gott ich finde

in meinem Fleisch und Blut;

darum ich fest mich binde

an dich, mein höchstes Gut.

Eia, eia, an dich, mein höchstes Gut.

Dazu dein Gnad mir gebe,

bitt ich aus Herzensgrund,

dass dir allein ich lebe

jetzt und zu aller Stund.

Eia, eia, jetzt und zu aller Stund.

Lass mich von dir nicht scheiden,

knüpf zu, knüpf zu das Band

der Liebe zwischen beiden,

nimm hin mein Herz zum Pfand.

Eia, eia, nimm hin mein Herz zum Pfand.